# Sergio Fantoni
Sergio Fantoni (Roma, 7 agosto 1930 – Milano, 17 aprile 2020) è stato un attore, doppiatore, regista teatrale, drammaturgo, conduttore radiofonico e direttore artistico italiano.

## Biografia
Figlio d'arte (anche il padre Cesare e la madre Afra Arrigoni sono stati interpreti teatrali), è stato attivo nel mondo del teatro, del cinema, della televisione e della radio dai primi anni cinquanta. Nel 1961 sposò in Campidoglio la collega Valentina Fortunato, che aveva conosciuto al Piccolo Teatro di Milano nel 1954: testimoni di nozze furono Luchino Visconti per lui ed Ennio De Concini per lei. Ebbero una figlia: Monica. Come attore cinematografico ha lavorato anche all'estero, vivendo un'intensa stagione professionale a Hollywood in special modo negli anni sessanta. In coppia con il drammaturgo Diego Fabbri ha condotto per la radio - a Rai Radio Uno - il programma Voi ed io.
Al pari di altri suoi colleghi, ha "prestato" la sua voce, oltre che come doppiatore, anche come narratore per la raccolta comprendente centoquarantanove fiabe popolari della serie I Racconta Storie. Insieme al drammaturgo e regista Ivo Chiesa e alla collega attrice Bianca Toccafondi ha ricevuto nel 2002 il premio alla carriera intitolato a Ennio Flaiano. Come autore ha firmato, insieme a Gioele Dix, e con la collaborazione di Francesco Brandi, la pièce EDIPO.COM. Nel gennaio del 1997 venne operato di laringectomia, operazione che gli causò problemi vocali, così interruppe l'attività di attore e si dedicò alla regia e alla direzione artistica della Contemporanea, trasformata in società di produzione, con Fioravante Cozzaglio direttore organizzativo.
Muore a Milano nella serata del 17 aprile 2020; i funerali sono stati celebrati in forma privata.

## La cooperativa teatrale
Nel 1968, con la moglie Valentina Fortunato, Luca Ronconi e Mario Scaccia, costituisce il “Complesso Associato Registi-Attori Fortunato-Fantoni-Ronconi-Scaccia"; esperienza gestionale che lui e la Fortunato ripeterono l'anno dopo unendosi a Ivo Garrani, Giancarlo Sbragia e Luigi Vannucchi per fondare la prima cooperativa teatrale italiana, Gli Associati.
Sebbene cresciuto in una famiglia di artisti, Fantoni non ha avuto un contatto immediato con il mondo della recitazione, ma è stato avviato dalla sua famiglia verso una formazione indirizzata agli studi di ingegneria e di architettura. Soltanto in un secondo tempo, ben dopo l'adolescenza, si è avvicinato, quasi di nascosto dai familiari, al teatro sperimentale, iniziando a recitare durante l'estate nei teatri classici all'aperto opere di Eschilo, Sofocle, Euripide. Era quanto bastava per farlo notare da registi di fama disposti a farlo debuttare in palcoscenico in opere di assoluto valore (ad esempio, Luchino Visconti, per Uno sguardo dal ponte di Arthur Miller; Giorgio Strehler, per La trilogia della villeggiatura di Carlo Goldoni).
Contestualmente, ebbe inizio anche la sua attività di attore cinematografico, con la partecipazione a film di genere - talvolta veri e propri B-movie - la cui produzione era quanto mai copiosa ai tempi della Hollywood sul Tevere e Cinecittà era un costante laboratorio aperto a molteplici contributi: personaggi impegnati in vicende di cappa e spada, pellicole di ambientazione storica o a contenuto mitologico furono oggetto delle sue prime interpretazioni.
Assieme al boom economico e alla diffusione della televisione come fenomeno di costume prima che di comunicazione, gli anni sessanta portarono a Fantoni nuove opportunità di lavoro con l'interpretazione dei primi grandi sceneggiati televisivi, primo fra tutti, nel 1961 (due anni prima dell'avventura nel cinema d'oltre-atlantico che durerà tre anni, dal 1963 al 1966) Ottocento di Salvator Gotta, interpretato a fianco di Lea Padovani e Virna Lisi e con la regia di Anton Giulio Majano.

## Interpretazioni per il teatro
Il repertorio teatrale di Fantoni è quanto mai vasto e comprende titoli dei principali drammaturghi del XIX e XX secolo, ma non solo. Per la regia di Giorgio Strehler ha recitato in Minna von Barnhelm di Gotthold Ephraim Lessing e con Giuseppe Patroni Griffi in Tradimenti di Harold Pinter. Di William Shakespeare ha interpretato: Misura per misura, Otello e La tempesta. È stato poi protagonista dei seguenti lavori di Manlio Santanelli: Regina madre, Uscita d'emergenza, Vita natural durante e Le sofferenze d'amore.
Fra gli altri classici da lui interpretati si segnalano: Zio Vania e Tre sorelle di Anton Čechov (per la regia di Giorgio De Lullo); L'uomo difficile di Hugo von Hofmannsthal, I giganti della montagna di Luigi Pirandello, Il lungo pranzo di Natale di Thornton Wilder e La scuola delle mogli di Molière.
Questi gli altri principali lavori interpretati in carriera:
- I lunatici di Thomas Middleton e William Rowley (nell'originale The Changeling, 1623)
- Il candelaio[10] di Giordano Bruno
- Le mutande di Carl Sterneim (dalla commedia dark del 1911 The Underpants)
- La monaca di Monza di Giovanni Testori, regia di Luchino Visconti
- Strano interludio di Eugene O'Neill
- Il vizio assurdo di Diego Fabbri e Davide Lajolo, regia di Giancarlo Sbragia
- La cosa vera di Tom Stoppard
- I cinque sensi di Luigi Squarzina
- Orphans di Lyle Kessler
- Purché tutto resti in famiglia di Alan Ayckbourn
- Visita di un padre a suo figlio di Jean Louis Bourbon
- I soldi degli altri di Jerry Sterner (da cui è stato tratto l'omonimo film del 1991)
- Festa d'estate di Terrence McNally
- Come le foglie di Giuseppe Giacosa
- Dal matrimonio al divorzio di Georges Feydeau
- Il caso Moro di Roberto Buffagni
- L'ultimo nastro di Krapp di Samuel Beckett

## Regie, traduzioni e adattamenti
Numerose sono state le regìe per il teatro portate a compimento da Sergio Fantoni, che ha anche curato insieme a Cristina Pezzoli un corso di riqualificazione e perfezionamento sul linguaggio contemporaneo nel teatro destinato ad artisti e tecnici del teatro, progetto pilota per la formazione di un parco tecnologico delle arti dello spettacolo.
Si è occupato, fra l'altro, delle regie - oltre che di Edipo.com (di cui è stato coautore con Gioele Dix) - di Piccoli crimini coniugali e de Il libertino di Éric-Emmanuel Schmitt, de Le furberie di Scapino di Molière, di Bellissima Maria di Roberto Cavosi, di Giù dal monte Morgan di Arthur Miller, di Regina Madre e di Vita natural durante di Manlio Santanelli, di Musica di Marguerite Duras e di Processo a Dio di Stefano Massini.
De Le sofferenze d'amore, sempre di Manlio Santanelli (tratto dal romanzo Dio ne scampi dagli Orsenigo di Vittorio Imbriani e musicato dal critico musicale e compositore Paolo Terni), ha curato la concertazione. Ha quindi tradotto ed adattato Festa d'estate di Terrence McNally, mentre di Dal matrimonio al divorzio di Georges Feydeau, oltre che la regia, ha curato - insieme a Vincenzo Salemme - l'elaborazione drammaturgica.
Con Maurizio Panici ha infine curato il coordinamento artistico di Grand Hotel Italia.

## Filmografia

### Cinema
- Antonio di Padova, regia di Pietro Francisci (1949)
- Paolo e Francesca, regia di Raffaello Matarazzo (1950)
- Il leone di Amalfi, regia di Pietro Francisci (1950)
- Le meravigliose avventure di Guerrin Meschino, regia di Pietro Francisci (1952)
- Capitan Fantasma, regia di Primo Zeglio (1953)
- Senso, regia di Luchino Visconti (1954)
- Il principe dalla maschera rossa, regia di Leopoldo Savona (1955)
- Io sono la primula rossa, regia di Giorgio Simonelli (1955)
- Nella città l'inferno, regia di Renato Castellani (1959)
- Ercole e la regina di Lidia, regia di Pietro Francisci (1959)
- Caterina Sforza, la leonessa di Romagna, regia di Giorgio Walter Chili (1959)
- La notte del grande assalto, regia di Giuseppe Maria Scotese (1959)
- La battaglia di Maratona, regia di Jacques Tourneur e Bruno Vailati (1959)
- L'impiegato, regia di Gianni Puccini (1960)
- Era notte a Roma, regia di Roberto Rossellini (1960)
- Il peccato degli anni verdi, regia di Leopoldo Trieste (1960)
- Seddok, l'erede di Satana, regia di Anton Giulio Majano (1960)
- I delfini, regia di Francesco Maselli (1960)
- Ester e il re (Esther and the King), regia di Raoul Walsh (1960)
- Viva l'Italia, regia di Roberto Rossellini (1961)
- Il sicario, regia di Damiano Damiani (1961)
- Gioventù di notte, regia di Mario Sequi (1961)
- Non conosci il bel suol (Man nennt es Amore), regia di Rolf Thiele (1961)
- Tiro al piccione, regia di Giuliano Montaldo (1961)
- Morte di un bandito, regia di Giuseppe Amato (1961)
- Dieci italiani per un tedesco (Via Rasella), regia di Filippo Walter Ratti (1962)
- Caterina di Russia, regia di Umberto Lenzi (1963)
- Il giorno più corto, regia di Sergio Corbucci (1963)
- Kali Yug, la dea della vendetta, regia di Mario Camerini (1963)
- Il mistero del tempio indiano, regia di Mario Camerini (1963)
- Intrigo a Stoccolma (The Prize), regia di Mark Robson (1963)
- La sospirosa, episodio di Alta infedeltà, regia di Luciano Salce (1964)
- Cadavere per signora, regia di Mario Mattoli (1964)
- Il colonnello Von Ryan (Von Ryan's Express), regia di Mark Robson (1965)
- Non disturbate (Do Not Disturb), regia di Ralph Levy (1965)
- Papà, ma che cosa hai fatto in guerra? (What Did You Do in the War, Daddy?), regia di Blake Edwards (1966)
- Diabolicamente tua (Diaboliquement vôtre), regia di Julien Duvivier (1967)
- I lupi attaccano in branco (Hornets' Nest), regia di Phil Karlson (1970)
- Sacco e Vanzetti, regia di Giuliano Montaldo (1971) (non accreditato)
- E continuavano a fregarsi il milione di dollari (Bad Man's River), regia di Eugenio Martín (1971)
- La mano spietata della legge, regia di Mario Gariazzo (1973)
- L'amante adolescente (Una chica y un señor), regia di Pedro Masó (1974)
- Amore e violenza (Le hasard et la violence), regia di Philippe Labro (1974)
- E cominciò il viaggio nella vertigine, regia di Toni De Gregorio (1974)
- L'inconveniente, regia di Pupo De Luca (1976)
- Si elle dit oui... je ne dis pas non, regia di Claude Vital (1983)
- Il ventre dell'architetto (The Belly of an Architect), regia di Peter Greenaway (1987)
- Ti presento un'amica, regia di Francesco Massaro (1988)
- Per non dimenticare, cortometraggio, regia di Massimo Martelli (1992)
- The Accidental Detective, regia di Vanna Paoli (2003)

### Televisione
Fantoni ha legato il suo nome a numerose riduzioni televisive di importanti lavori letterari e a sceneggiati televisivi che, particolarmente negli anni sessanta e settanta, hanno avuto un vasto successo di pubblico e di critica. In Delitto di stato, trasmesso da Rai 2 nel 1982 per la regia di Gianfranco de Bosio, ha portato nella televisione italiana il primo nudo frontale maschile, integrale. Alcuni di questi lavori sono stati da lui interpretati anche in teatro.
Si segnalano di seguito quelli in cui ha ricoperto parti di primo piano (tutte le produzioni si riferiscono alla prima rete Rai, ove non indicato diversamente; se disponibile, viene indicato anche il nome del regista):
- Ottocento - miniserie TV, 5 episodi (1959, regia di Anton Giulio Majano)
- Giuseppe Verdi - miniserie TV, 5 episodi (1963, regia di Mario Ferrero)
- Tovaritch, prosa di Jacques Deval, regia di Flaminio Bollini, trasmessa sul Secondo programma il 17 maggio 1967.
- Sheridan, squadra omicidi - miniserie TV, 1 episodio (1967, regia di Leonardo Cortese)
- Istruttoria preliminare - miniserie TV (1968, Giacomo Colli)
- Oliver Cromwell: Ritratto di un dittatore - film TV (1969, regia di Vittorio Cottafavi)
- Un mese in campagna, regia di Sandro Bolchi (1969)
- Il matrimonio di Figaro, dall'opera di Pierre-Augustin Caron de Beaumarchais, regia di Sandro Sequi, trasmessa dal Secondo programma il 28 gennaio 1972
- Con rabbia e con dolore - miniserie TV, 5 episodi (1972, regia di Giuseppe Fina)
- Lungo il fiume e sull'acqua - miniserie TV, 5 episodi (1973, regia di Alberto Negrin)
- Anna Karenina - miniserie TV, 6 episodi (1974, regia di Sandro Bolchi)
- Il consigliere imperiale - miniserie TV, 2 episodi (1974, regia di Sandro Bolchi)
- Alcide De Gasperi - serie TV (1974, regia di Ermanno Olmi)
- La traccia verde - miniserie TV, 3 episodi (1975-1976, regia di Silvio Maestranzi)
- Diario di un giudice - miniserie TV (1978, regia di Marcello Baldi)
- Il vizio assurdo - registrazione dello spettacolo teatrale diretto da Giancarlo Sbragia (1978, regia televisiva di Lino Procacci)
- Il mercante di Venezia - film TV (1979, regia di Gianfranco de Bosio)
- Candida, prosa TV, regia di Sandro Sequi, trasmessa il 5 aprile 1980.
- Un reietto delle isole - film TV (1980, regia di Giorgio Moser)
- Lulù - film TV (1980, regia di Mario Missiroli)
- Il Commedione di Giuseppe Gioacchino Belli, poeta e impiegato pontificio - registrazione dello spettacolo teatrale diretto da Giancarlo Sbragia (1980, Rai 2, regia televisiva di Roberto Piacentini)
- Delitto di stato - miniserie TV, 5 episodi (1982, Rai 2, regia di Gianfranco de Bosio)
- Progetti di allegria - miniserie TV, 2 episodi (1982, regia di Vittorio De Sisti)
- La piovra 2 - miniserie TV, 4 episodi (1986, regia di Florestano Vancini)
- The Fifth Missile - film TV (1986, regia di Larry Peerce)
- Le tiroir secret - miniserie TV, 6 episodi (1986-1987, regia di Michel Boisrond-Roger Gillioz-Édouard Molinaro-Nadine Trintignant)
- Una vittoria - film TV (1988, regia di Luigi Perelli)
- La coscienza di Zeno - film TV (1988, regia di Sandro Bolchi)
- Mission: Eureka - serie TV (1989)
- The Manageress - miniserie TV, 5 episodi (1989-1990)
- Carlo Magno - miniserie TV, 2 episodi (1994, regia di Clive Donner)
- A che punto è la notte - film TV (1994, regia di Nanni Loy)
- Provincia segreta - miniserie TV (Rai 2, 1998, regia di Francesco Massaro)
- Il commissario Montalbano - serie TV, stagione 1, episodio 2 (Rai 2, 1999, regia di Alberto Sironi)
- Fine secolo - miniserie TV, 5 episodi (1999, regia di Gianni Lepre)

#### Carosello
Partecipò inoltre a numerose edizioni della rubrica pubblicitaria televisiva Carosello (Rai 1):
- nel 1962 ha pubblicizzato, insieme ad Annie Gorassini, Lorella De Luca e Leo Gavero, l'Asti Spumante Cinzano;
- nel 1963 ha pubblicizzato ancora l'Asti Spumante Cinzano;
- nel 1968 e 1969 l'Amaro Ramazzotti, con Valentina Fortunato, Sabina Ciuffini e Sandro Ambrogio;
- nel 1971 e 1972 la carne in scatola Simmenthal, con Ilaria Occhini e Nicoletta Elmi;
- nel 1974, il Super Lauril della SNIA.

## Doppiatore

### Cinema
- Robert Taylor in Sfida nella città morta, La casa dei sette falchi, Il dominatore di Chicago
- Marlon Brando in Apocalypse Now
- Henry Fonda in Meteor
- Rock Hudson in Il gigante
- Skip Homeier ne I diavoli del Pacifico
- Ben Kingsley in Gandhi
- Max von Sydow in Uragano
- Van Johnson in Il prezzo del potere
- Maurizio Arena in Poveri ma belli
- Massimo Serato in La maja desnuda
- Wesley Addy in Tora! Tora! Tora!
- John Barrymore in Rasputin e l'imperatrice (doppiaggio tardivo)
- Ian Carmichael in Il mistero della signora scomparsa (doppiaggio tardivo)
- Ivan Desny in Anastasia
- Albert Finney in Il servo di scena
- David Hedison in L'esperimento del dottor K.
- Christopher Plummer in Ovunque nel tempo
- Alan Ladd in Gli uomini della terra selvaggia
- Tomas Milian in Il bell'Antonio
- Cliff Robertson in Il nudo e il morto
- Maximilian Schell in Candidato all'obitorio
- Robert Stephens in Romeo e Giulietta
- David Torrence in Allegri eroi (1º ridoppiaggio)
- George Touliatos in Bocca da fuoco
- Robert Vaughn in I magnifici sette
- Frank Wolff in Il processo di Verona
- James Woods in C'era una volta in America
- Farley Granger in L'altro uomo (ridoppiaggio)
- George Montgomery in L'uomo della valle
- Don Rickles in Ragazzi di provincia

## Prosa radiofonica Rai
- Un gioco di società, commedia di Lazslo Fodor, regia di Pietro Masserano Taricco, trasmessa il 20 agosto 1951.
- Manfredi, dramma di Byron, regia di Pietro Masserano Taricco, trasmessa il 14 giugno 1953.
- I poeti servono a qualche cosa di Nicola Manzari, regia di Umberto Benedetto, trasmessa il 29 aprile 1954.
- Pericolo, radiodramma di Richard Hughes, regia di Pietro Masserano Taricco
- Il ritorno di Ulisse di Stanisław Wyspiański, regia Pietro Masserano Taricco, trasmessa il 7 ottobre 1955.
- Il re degli uomini di venerdì di Michael O'Molloy, regia di Sandro Bolchi, trasmessa il 16 agosto 1956.
- Le interviste impossibili, regia di Andrea Camilleri, trasmessa il 1º luglio 1975.

## Varietà radiofonici Rai
- Almanacco, programma giornaliero di Riccardo Morbelli, presentato da Vanna Polverosi e Sergio Fantoni, giugno agosto 1952.
- Voi ed Io, programma d'intrattenimento radiofonico del mattino nel febbraio 1975 per un mese intero tutti i giorni dal lunedì al sabato dalle 9 alle 11 su Radiouno Radiorai (1975).

## Riconoscimenti
- Premio Flaiano sezione teatro[12]
  - 2002 – Alla carriera